# Louis Brauquier
 (mai 2016).
Louis Brauquier, né le 14 août 1900 à Marseille (Bouches-du-Rhône) et mort le 7 septembre 1976 à Paris, est un écrivain, poète et peintre français. Sa poésie est tournée tout entière vers le monde maritime.

## Biographie
Louis Brauquier voit le jour rue Sainte-Marthe à Marseille, où son père est représentant des Fonderies de Pont-à-Mousson. Il a un oncle, Louis de La Poussardière, qui est commissaire de bord sur les navires des Messageries maritimes. Il fait ses études au lycée Thiers de Marseille où il rencontre Marcel Pagnol qui a créé la revue Fortunio à laquelle il donnera quelques écrits, ainsi que Jean Ballard et celui qui restera son vieil ami, Gabriel Audisio. En 1918, il est commis en douane chez Cailler, un transitaire à la Joliette, tout en poursuivant ses études de droit.
Il fait son service militaire à Trèves en Allemagne, en 1921. Il n’apprécie guère les brumes du nord, rêvant à une vie exotique : « Dieu que ne suis-je assis à l'ombre des forêts équatoriales. Avec deux ou trois Négresses pour compagnes, du kummel, du whisky et de la glace, du tabac anglais et ma pipe, et les œuvres de La Bruyère. »
En 1923, il passe sa licence de droit et le concours du commissariat de la Marine marchande pour entrer le 10 mars 1924 aux Messageries maritimes. Il embarque pour la première fois le 3 février 1925 en qualité d'élève-commissaire pour Alger, où il retrouve son ami Gabriel Audisio, puis se rend à Alexandrie, Port-Saïd et Beyrouth. Il se marie la même année.
Renonçant à sa carrière de commissaire de bord pour raisons familiales, il passe le concours d'admission au cadre des agences extérieures des Messageries maritimes. Il se retrouve ainsi à Sydney, son premier poste, à Nouméa et Alexandrie par deux fois, Diégo-Suarez et Shanghai, où il passera toute la Seconde Guerre mondiale.
Officier de la marine marchande, Louis Brauquier a parcouru le monde. Employé des Messageries maritimes de 1924 à 1960, où il connaît une quinzaine d'affectations telles que Marseille, sa ville natale, Alexandrie qui l'a fortement inspiré, ou encore Saïgon, Sydney, Djibouti, Diego Suarez, Colombo… il écrit l'essentiel de ses œuvres pendant cette période, et dans le même temps il s'intéresse à la photographie.
Ses voyages lui ont aussi inspiré des peintures. Il apprécie le travail du Douanier Rousseau (1844-1910), ou à Paul Gauguin (1848-1903) mais sa grande admiration va à Vincent Van Gogh (1853-1890).
Il commence à peindre en autodidacte en 1953, et revendique qu'il ne faut pas « apprendre les trucs, il faut les trouver », ce qui donne à sa peinture un caractère naïf certain. Ses tableaux lui inspirent de nombreux poèmes sur le thème du voyage.
Il est l'un des créateurs de la revue des Cahiers du Sud, se lie d'amitié avec Jean Ballard et l'équipe avec lesquels il restera en correspondance par delà les mers : Alexandre Toursky, Léon-Gabriel Gros, Henri Bosco, et plus tard Jean Malrieu.
En juillet 1956, avant de repartir pour Alexandrie, il louait un appartement au no 17 quai de Rive-Neuve à Marseille.
Le 16 juillet 1959, Marcel Pagnol donne une interview à Édith Mora des Nouvelles littéraires : répondant aux questions concernant le personnage de Marius de sa célèbre trilogie, avoue qu'il n'a pas inventé ce personnage mais qu'il l'a emprunté à Louis Brauquier « qui nous rebattait les oreilles à Gabriel d'Aubarède présent, à Marseille avec sa mer, ses bateaux, ses îles, on se moquait de lui car il ne partait jamais. » Cette histoire rompit définitivement les quelques relations entre les deux hommes.
Il prend sa retraite en décembre 1960 et partage son temps entre Marseille et sa maison de campagne « la Poussardière » à Saint-Mitre-les-Remparts, où sa femme meurt en 1971.
Louis Brauquier meurt frappé par une congestion cérébrale le 7 septembre 1976 alors qu'il rendait visite à Gabriel Audisio à Paris.

## Distinctions
- Prix Catulle-Mendès 1923 pour Au delà de Suez
- Grand prix littéraire de Provence (1962)
- Grand prix de poésie de l'Académie française (1971) pour Feux d'épaves

## Réception critique
« Il connut la gloire d'être l'un des plus grands poètes vivants méconnus et s'en trouvait orgueilleusement bien. »

— Jules Roy

## Œuvres

### Littérature
- Et l'au-delà de Suez, Société de la revue Le Feu, Aix-en-Provence, 1922
- Le Bar d'escale, Société de la revue Le Feu, Aix-en-Provence, 1926
- Eau douce pour navires, Gallimard, Paris, 1930
- Pythéas, Les Cahiers du Sud, Marseille, 1935 (pièce théâtrale en deux actes)
- Liberté des mers, Edmond Charlot, Alger, 1941
- Écrits de Sanghaï, Gallimard, Paris, 1950 (publié à la suite de Liberté des mers)
- Feux d'épaves, Gallimard, Paris, 1970 (dédié à Saint-John Perse)
- Hivernage, Collection Sud, Marseille, 1978, édité par Audisio
- L'auciprès couronna de nerto, ou Le Cyprès couronné de myrte, poèmes en provençal, écrits en 1920, publiés avec la traduction en français de Louis Bayle, Éditions L'Astrado, Toulon, 1982
- Peindre, poèmes et peintures, éditions Michel Schefer, Marseille, 1982
- Lettres de Louis Brauquier à Gabriel Audisio, choisies et annotées par Roger Duchêne, éditions Michel Schefer, Marseille, 1982
- Poésies complètes, Éditions de La Table ronde, 1994, préface d'Olivier Frébourg ; rééd. sous le titre repris d'un vers du poète Je connais des îles lointaines[10], La Table Ronde, coll. « Petite Vermillon », 2001
- Aux armes de Cardiff, roman, présenté par Olivier Frébourg, Éditions de la Table ronde, coll. « Vermillon », 2000, 112 p.

### Peinture

#### Œuvres dans les collections publiques
- Marseille :
  - maison Diamantée : Le Vieux Port sous la neige', 1956, huile sur toile
  - musées[Lesquels ?] de Marseille : don d'un fonds d'œuvres de l'artiste
- Paris, musée national de la Marine : 
  - Plage de Wattalla, huile sur toile
  - Le Green de Galle Face, huile sur toile
  - Les Banyans de l'anse Vata, huile sur toile
  - L'Iraouaddy, huile sur toile

#### Œuvres référencées, non localisées
- Un coin du vieux Sydney, 1947, huile sur toile[11]
- La Plage de Wattalla, 1953, huile sur toile[12]
- Quai de Nouméa, L'Iraouaddy vu depuis Le Polynésie, 1959, huile sur toile[13]
- Le creux de Varage (Étang de Berre), 1962, huile sur toile[14].

## Expositions
- exposition rue Grignan[Où ?]
- exposition au no 30 rue du Puits Neuf à Aix-en-Provence, galerie Alain Paire, 18 toiles, du 18 avril au 18 mai[Quand ?]
- Marseille, musée Cantini, exposition en 1978 (catalogue)
- hommage au Salon de la Marine en 1980

## Hommages
- La ville de Saint-Mitre-les-Remparts a donné son nom à une rue de la commune.
- La ville de Marseille a donné son nom en 1978 à une voie de la commune (promenade Louis-Brauquier).

### Iconographie
- Portrait photographique, photographie anonyme, Marseille, revue culturelle de la ville de Marseille, n° 200, décembre 2002, p. 70